# Захаров, Владимир Александрович
Владимир Александрович Захаров (1926—1977) — советский металлург и передовик производства в металлургической промышленности. Лауреат Сталинской премии (1951).

## Биография
Родился 1 февраля 1926 года в селе Боголюбовка, Оренбургской области.
С 1943 года в период Великой Отечественной войны после окончания Магнитогоского ремесленного училища, в возрасте семнадцати лет, В. А. Захаров начал свою трудовую деятельность в должности — мастера производственного обучения Магнитогоского ремесленного училища.
В 1944 по 1967 годы в течение двадцати трёх лет, В. А. Захаров работал —
подручным сталевара, сталеваром и начальником смены в мартеновском цехе Магнитогорского металлургического комбината, с 1954 по 1957 годы без отрыва от основной трудовой деятельности проходил обучение на вечернем отделении Магнитогорского индустриального техникума. В. А. Захаров являлся одним из инициаторов Всесоюзного движения металлургов за достижение максимального производственного уровня и экономию ресурсов в процессе производства, в 1950 году совместно со своими товарищами сталеварами на мартеновской печи Магнитогорского металлургического комбината выплавил шестнадцать тысяч тонн сверхплановой стали. В. А. Захаров стал пионером в области эффективного использования сырьевых и топливно-энергетических ресурсов и рациональной организации труда, его опыт в этой области начал использоваться на металлургических предприятиях всего Советского Союза.
В 1951 году Постановлением ЦК КПСС и Совета Министров СССР «за выдающиеся коренные усовершенствования технологии производства металла» Владимир Александрович Захаров был удостоен — Сталинской премии.
В 1952 году Указом Президиума Верховного Совета СССР «за выдающиеся достижения в труде» Владимир Александрович Захаров был награждён высшей наградой государства — Орденом Ленина.
С 1967 по 1972 годы работал мастером миксерного отделения и являлся — председателем цехового комитета профсоюзов Магнитогорского металлургического комбината. С 1972 по 1977 годы работал в должности — директора Магнитогорского дома отдыха металлургов «Юбилейный».
Скончался 18 мая 1977 года в городе Магнитогорске, Челябинской области. Похоронен на Правобережном кладбище.

## Награды
Основной источник:
- Орден Ленина (1952)

## Звания
- Сталинской премии (1951[2][3])